# Tomáš Oral
Tomáš Oral (* 24. Dezember 1977 in Olmütz) ist ein tschechischer Schachspieler.

## Karriere
Oral erhielt im Jahr 1999 den Großmeistertitel. Für die Nationalmannschaft Tschechiens spielend nahm er an vier Schacholympiaden (1998, 2000, 2002 und 2004) sowie zwei Mannschaftseuropameisterschaften teil (1999 und 2001). Bei der Mannschaftseuropameisterschaft 1999 in Batumi erreichte er am vierten Brett das drittbeste Einzelergebnis.
1991 gewann er in Mamaia die erste Jugendeuropameisterschaft in der Altersklasse U14. Er siegte oder belegte vordere Plätze in mehreren Turnieren: I.-II. Platz in Litomyšl (1995), I.-II. Platz in Šaľa (1995), I. Platz in Hengelo (1996), I. Platz in Prievidza (1997), I.-II. Platz in Komárno (1997), I.-II. Platz in Olomouc (1998), I.-II. Platz in Selfoss (2003), I. Platz in Ortigueira (2005), I.-III. Platz in Madrid (2006) und I.-II. Platz in Gausdal (2007). Oral sagte 2006 in einem Interview, dass sein größter Erfolg der Gewinn von zwei Partien gegen Top-10-Spieler beim Rapid Edda 2003 in Reykjavík gewesen sei.
In der tschechischen Extraliga spielte Oral von 1992 bis 2000 für die Mannschaft von Lokomotiva Olomouc, bei der er bereits zuvor in der tschechoslowakischen Mannschaftsmeisterschaft spielte. Mit Olomouc wurde Oral 1998 tschechischer Mannschaftsmeister und nahm 1996 am European Club Cup teil. Danach spielte er von 2000 bis 2006 für den ŠK Lokomotiva Brno (bis 2004 ŠK Hagemann Opava), mit dem er 2002 und 2004 tschechischer Mannschaftsmeister wurde, in der Saison 2006/07 für TJ TŽ Třinec, in der Saison 2007/08 für TJ Tatran Litovel, von 2008 bis 2010 für den ŠK Mahrla Prag, mit dem er 2009 Meister wurde, seit 2010 spielt er für die Mannschaft von Výstaviště Lysá nad Labem, mit der er 2019 tschechischer Mannschaftsmeister wurde. In der deutschen 1. Bundesliga spielte er in der Saison 2004/05 für die Stuttgarter Schachfreunde 1879 und in der Saison 2010/11 für den ESV Nickelhütte Aue. In der slowakischen Extraliga spielte er von 1994 bis 1999 für den ŠK Trenčín und in der Saison 2000/01 für den ŠK Bestex Nové Zámky, mit dem er 2001 auch am European Club Cup teilnahm.
Oral spielte bei einer Simultanveranstaltung Garri Kasparows gegen die Nationalmannschaft Tschechiens 2001 in Prag und war der einzige, der den Ex-Weltmeister schlug. Seine Elo-Zahl beträgt 2509 (Stand: September 2018), damit belegt er den 13. Platz der Elo-Rangliste Tschechiens; seine bisher höchste Elo-Zahl war 2565 von Juli bis Dezember 2004.